# Portes de Houldah

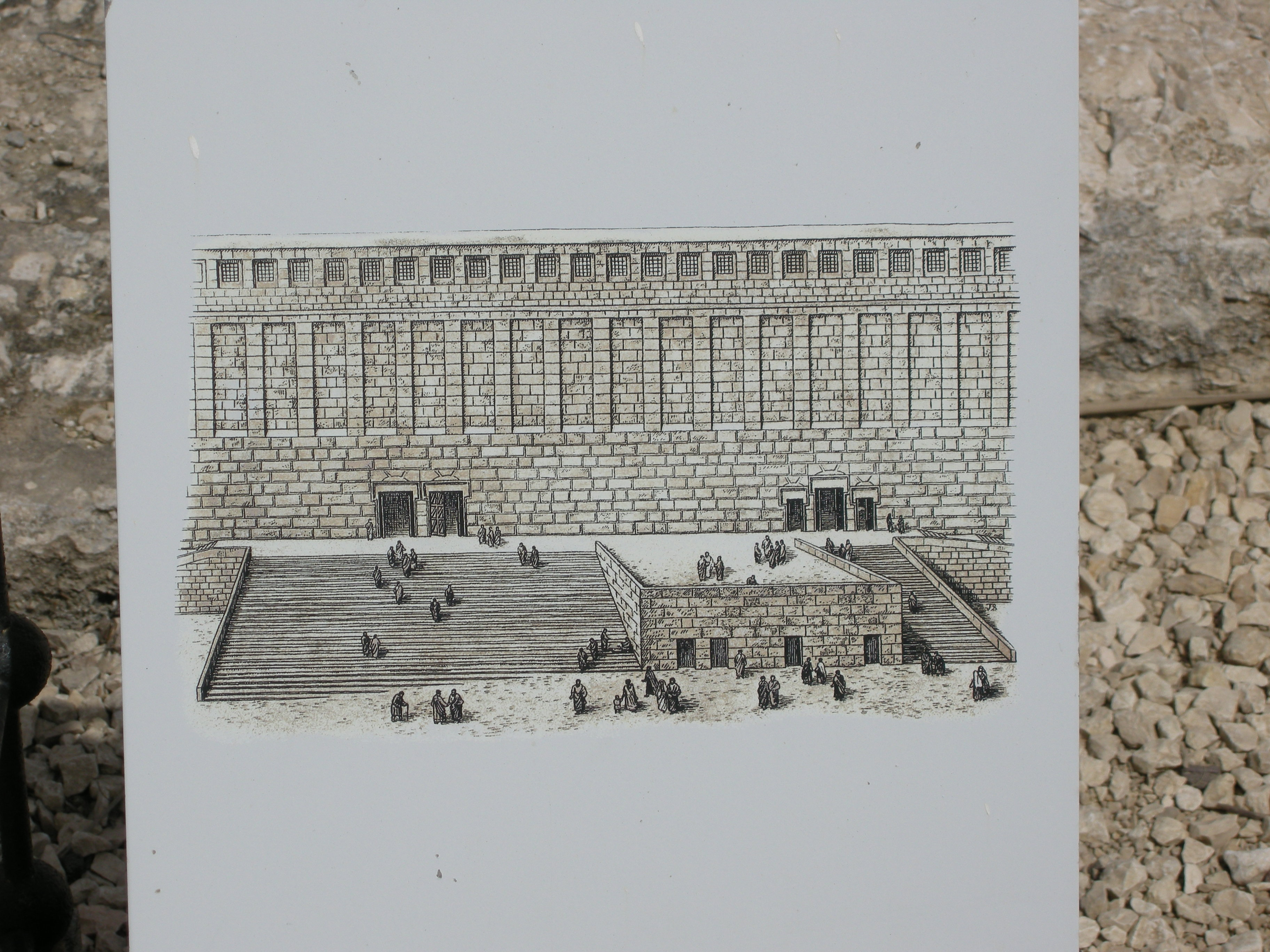
Reconstitution de l'ensemble des portes.

Les portes de Houldah (hébreu : שערי חולדה, Shaarei Chulda) sont un ensemble de portes, aujourd'hui murées, situées dans la muraille méridionale du mont du Temple dans la vieille ville de Jérusalem. Sur le côté ouest se trouve une porte double à deux arches, et vers l'est une porte triple à trois arches. A droite de la triple porte, se trouvait également une porte simple, à une arche.

## Description
Chaque arche de la porte double menait à une aile du passage depuis la porte vers l'intérieur du Mont, puis à un escalier pour remonter vers la surface, vers l'esplanade du mont du Temple ; quand la mosquée Al-Aqsa fut construite cet escalier fut condamné et l'aile orientale prolongée afin que le nouvel escalier, à son extrémité, mène à une issue au nord du nouvel édifice.
La triple porte est agencée pareillement, avec l'aile plus longue vers l'ouest, et sa troisième aile à l'est ; celle-ci constitue la limite occidentale de l'espace voûté connu sous le nom d'écuries de Salomon.

## Nom
Le nom vient d'une description du mont du Temple dans le traité Midot (1,3) de la Mishnah. Les érudits s'accordent pour dire que cette description se réfère à l'espace sanctifié du Mont du Temple pendant l'époque hasmonéenne. De ce fait, appeler la porte qui se trouve dans le mur sud d'aujourd'hui, du nom de Portes de Houldah, serait un anachronisme puisque la base de cette muraille fait partie de l'extension du mont du Temple ordonnée par Hérode le Grand, et par conséquent donc, postérieure à la période hasmonéenne.
Deux étymologies sont proposées pour Houldah :
1. selon Asher ben Yehiel (dit le Rosh), c'est ainsi qu'est appelée en hébreu pour désigner le rat ou la taupe (ou comme en araméen, la belette[2]), dont les tunnels montant de ces portes rappellent les galeries que ces animaux ont coutume de creuser.
2. d'après une tradition populaire, c'est là que la prophétesse de la période du Premier Temple, Houldah[3],[4]  enseignait, et certains disent aussi que sa tombe[5] se situe aux alentours.

## Excavations
Les fouilles du XIXe siècle dans cette zone par Charles Warren découvrirent une série de passages sous la porte triple, certains d'entre eux passent sous la muraille et aboutissaient au-delà de l'angle sud du mont. L'usage et la datation de ces passages sont inconnus et par la suite les archéologues n'ont pas été autorisés à poursuivre des recherches en raison de l'extrême sensibilité politique du site.
Tous les passages souterrains à partir des deux portes (la double et la triple) sont maintenant utilisés comme mosquées par le Waqf de Jérusalem.